# Wjatscheslaw Schewtschuk
Wjatscheslaw Anatolijowytsch Schewtschuk (ukrainisch В'ячеслав Анатолійович Шевчу́к; * 13. Mai 1979 in Luzk, Ukrainische SSR) ist ein ehemaliger ukrainischer Fußballspieler, der zuletzt bei Schachtar Donezk spielte. Schewtschuk spielte auf der Position des linken Außenverteidigers. Als besondere Stärke galt seine Schnelligkeit.

## Karriere
Schewtschuk stammt aus der Jugend des FC Podillja Chmelnyzkyj, wo er am 14. März 1997 in der Perscha Liha debütierte. Von Anfang an kam er dort zu regelmäßigen Einsätzen. Sein letztes Spiel für Podillja bestritt er im November 1997, danach wechselte er in die Premjer-Liha zu Metalurh Saporischschja. Nachdem er sich dort im April 2000 einen Stammplatz erobert hatte, wechselte er zu Schachtar Donezk, wo er aber nur Ersatzspieler war. In seiner ersten Saison gewann er mit Schachtar den Pokal und kam auf zehn Einsätze in der Premjer-Liha, 2001/02 waren es nur noch zwei. Regelmäßig spielte er nur in der zweiten Mannschaft in der Perscha Liha. Er wechselte daraufhin zu Metalurh Donezk, wo er ebenfalls überwiegend in der zweiten Mannschaft eingesetzt wurde.
Im Sommer 2002 wechselte Schewtschuk nach Russland zu Schinnik Jaroslawl, wo er den Durchbruch schaffte. In seiner Zeit bei Schinnik wurde er auch Nationalspieler.
Im Dezember 2004 kehrte Schewtschuk in die Ukraine zurück. Er wechselte zunächst zu Dnipro Dnipropetrowsk, wo er ab März 2005 zu regelmäßigen Einsätzen kam. Nach nur einem halben Jahr verließ der den Verein aber wieder und wechselte zurück zu Schachtar Donezk, wo er nach Vereinsangaben einen Fünfjahresvertrag unterschrieb. Die Ablösesumme soll knapp 600.000 Euro betragen haben.
Bei Schachtar war er lange Zeit nur Ersatz für Răzvan Raț, wurde aber dennoch regelmäßig eingesetzt. In der ersten Saison nach Schewtschuks Rückkehr gewann Donezk den nationalen Meistertitel. Vier weitere Meisterschaften, drei Pokalsiege und der Gewinn des UEFA-Pokals 2008/09 folgten. Als er 2011 sein Offensivspiel verbesserte gelang es ihm, Raț aus der Stammformation zu verdrängen.

### Nationalmannschaft
In seiner Jugend war Schewtschuk Mannschaftskapitän der ukrainischen U-21-Nationalmannschaft.
In der A-Nationalmannschaft debütierte er am 30. April 2003, als er in einem Freundschaftsspiel gegen Dänemark eine Minute vor Schluss eingewechselt wurde. Regelmäßiger Nationalspieler wurde er jedoch nicht. Er kam zunächst nur auf drei weitere Länderspiele bis 2005. 2007 wurde er überraschend wieder für ein Länderspiel nominiert. In diesem kam er zwar nicht zum Einsatz, aber auch in den folgenden Jahren wurde er immer wieder nominiert. 2008 und 2009 bestritt er insgesamt zwölf Länderspiele. Weitere Einsätze folgten 2011 und 2012. Auch bei der Europameisterschaft 2012 stand er im Kader der Ukraine, bestritt jedoch kein Spiel.
Am 17. November 2015 bestritt Schewtschuk sein 50. Länderspiel gegen Slowenien. Es war zugleich das entscheidende Relegationsmatch für die erfolgreiche Qualifikation zur Fußball-Europameisterschaft 2016 in Frankreich. Er stand erneut im EM-Aufgebot der Ukraine und trug in den letzten beiden Vorbereitungsspielen als Stellvertreter von Anatolij Tymoschtschuk erstmals die Kapitänsbinde. In Frankreich führte er die Mannschaft gegen Deutschland und Nordirland aufs Feld. Nach zwei Niederlagen wurde das Team gegen Polen neu zusammengestellt und Schewtschuk fiel aus der Stammelf. Danach schied die Ukraine als Gruppenletzter aus.